# Liste der Kulturdenkmäler in Dagobertshausen
Die folgende Liste enthält die in der Denkmaltopographie ausgewiesenen Kulturdenkmäler auf dem Gebiet des Ortsteils Dagobertshausen der  Stadt Marburg, Landkreis Marburg-Biedenkopf, Hessen.
Hinweis: Die Reihenfolge der Denkmäler in dieser Liste orientiert sich an der Anschrift, alternativ ist sie auch nach der Bezeichnung oder der Bauzeit sortierbar.
Kulturdenkmäler werden fortlaufend im Denkmalverzeichnis des Landes Hessen durch das Landesamt für Denkmalpflege Hessen auf Basis des Hessischen Denkmalschutzgesetzes (HDSchG) geführt. Die Schutzwürdigkeit eines Kulturdenkmals hängt nicht von der Eintragung in das Denkmalverzeichnis des Landes Hessen oder der Veröffentlichung in der Denkmaltopographie ab.

## Kulturdenkmäler
| Bild            | Bezeichnung                        | Lage                                                       | Beschreibung | Bauzeit     | Objekt-Nr. |
| --------------- | ---------------------------------- | ---------------------------------------------------------- | ------------ | ----------- | ---------- |
| Bild gesucht BW | Gesamtanlage historischer Ortskern | Dagobertshäuser Straße, Weidenbrunkel, Im Dorfe Lage       |              |             |            |
| Bild gesucht BW | Wohnhaus                           | Dagobertshäuser Straße 12 LageFlur: 4, Flurstück: 116/44   |              | 1905/06     |            |
| Bild gesucht BW | Scheune                            | Dagobertshäuser Straße o. Nr. LageFlur: 4, Flurstück: 17/3 |              | Um 1928     |            |
| Bild gesucht BW | Vierseitige Hofanlage              | Im Dorfe 3 LageFlur: 4, Flurstück: 90/55, 56, 57, 58       |              | 18.–20. Jh. |            |
| Bild gesucht BW | Wohnhaus, Schmiede                 | Im Dorfe 7 LageFlur: 4, Flurstück: 49, 50/1, 107/46, 47    |              | 1852        |            |
| Bild gesucht BW | Wohnhaus                           | Im Dorfe 14 LageFlur: 4, Flurstück: 92/48                  |              | Um 1760     |            |
| Bild gesucht BW | Hirtenhaus                         | Weidenbrunkel 1 LageFlur: 4, Flurstück: 13/3, 12/3         |              | Um 1778     |            |